# California Nights
California Nights è il terzo album in studio del gruppo musicale statunitense Best Coast, pubblicato nel 2015.

## Tracce
Testi e musiche di Bethany Cosentino.
1. Feeling Ok – 3:16
2. Fine Without You – 3:21
3. Heaven Sent – 3:25
4. In My Eyes – 3:46
5. So Unaware – 3:03
6. When Will I Change – 3:52
7. Jealousy – 3:27
8. California Nights – 5:11
9. Fading Fast – 2:11
10. Run Through My Head – 4:00
11. Sleep Won't Ever Come – 3:58
12. Wasted Time – 3:52

## Formazione
Best Coast
- Bethany Cosentino – chitarra, voce
- Bobb Bruno – chitarra, basso, tastiera

Altri musicisti
- Brady Miller – batteria, chitarra, percussioni, tastiera
- Wally Gagel – percussioni, sintetizzatore, tastiera, chitarra